# Tricorythodes cobbi
Tricorythodes cobbi är en dagsländeart som beskrevs av Alba-tercedor och Flannagan 1995. Tricorythodes cobbi ingår i släktet Tricorythodes och familjen Leptohyphidae. Inga underarter finns listade i Catalogue of Life.